# Brigitte Douay
Brigitte Douay (ur. 24 lutego 1947 w Paryżu) – francuska polityk, filolog, posłanka do Parlamentu Europejskiego (2004–2009).

## Życiorys
W 1968 ukończyła studia licencjackie z zakresu filologii klasycznej, następnie została absolwentką Instytutu Nauk Politycznych w Paryżu. Pracowała jako nauczycielka i dziennikarka. W latach 1977–1981 była rzecznikiem prasowym Pierre'a Mauroy, pełniącego wówczas m.in. funkcję mera Lille. Następnie została jego attaché prasowym, gdy ten objął urząd premiera (do 1984). Do 1997 zatrudniona jako specjalista ds. PR w administracji regionalnej i następnie w centrum kongresowym. Wybierana do rady miejskiej Cambrai i do rady regionu Nord-Pas-de-Calais (od 2004 do 2010).
Od 1997 do 2002 z ramienia Partii Socjalistycznej zasiadała w Zgromadzeniu Narodowym XI kadencji. Przez jedną kadencję (2004–2009) sprawowała mandat posłanki do Parlamentu Europejskiego. Zasiadała w grupie Partii Europejskich Socjalistów, pracowała w Komisji Budżetowej.